# 布埃纳维斯塔 (迈阿密)
布埃纳维斯塔（英語：Buena Vista）是美国佛罗里达州迈阿密-戴德县迈阿密的一个街区，南接迈阿密设计区，北邻小海地，西靠自由城，东临上东城的摩宁赛德、贝赛德社区。作为迈阿密-戴德县历史上最早的定居点之一，布埃纳维斯塔的发展轨迹与迈阿密同步，其历史可追溯至19世纪末，与柠檬城和利特尔里弗地区共同构成了迈阿密早期的拓荒社区。
布埃纳维斯塔的快速发展始于19世纪末的铁路设施建设时期。在东北第42街至第49街、东北第2大道至迈阿密大道之间，曾是佛罗里达东海岸铁路的布埃纳维斯塔车辆段。1920年代的佛罗里达房地产开发热潮期间，该地区被开发为比尔特摩尔（Biltmore）与沙多劳恩（Shadowlawn）住宅区，、以满足迈阿密人口增长的需求。这片地区很快就吸引了大量来自乔治亚州和北卡罗来纳州的移民，以及外交官、商业大亨、医生等社会精英入住，也成为小说家和迈阿密上流社会的聚集地。当地现存的许多宅邸仍保留着地中海复兴、西班牙传教、美国工匠和装饰艺术等建筑特色，这些历史建筑构成了今日的布埃纳维斯塔东历史区。
1960年代前，布埃纳维斯塔一直是以白人为主的中产阶级社区。其衰落始于1960年代末，由于上城地区动工兴建95号州际公路，大量低收入家庭（尤其是海地移民）的涌入布埃纳维斯塔，随之而来的是白人外迁、房地产市场疲软、建筑欠缺维修及保养，这些因素共同导致了社区的衰退。到2000年代，随着周边商业区的成功发展及市区重建的推进，特别是迈阿密设计区和迈阿密中城的崛起，布埃纳维斯塔迎来了复兴契机，因迈阿密设计区和上布埃纳维斯塔购物区等零售餐饮项目的入驻，重新焕发了商业活力。